# Le Quetton
Le Quetton est une revue anarchiste normande fondée en juin 1967 par Rocking Yaset,.
La publication est notoire pour être une des pionnières — si ce n'est la première — de la presse underground des années 1960 et 1970 en France et par sa longévité,,,

## Éléments historiques
La publication se présente comme un « journal rempli de poils et de fautes d'ortographes, poétique, suréalo-fantastique, satirique, néo-anarchiste, anti-militariste, antisyndicaliste, anti-ouvrier "normaux" ».